# Bovera
Bovera est une commune de la comarque de Garrigues dans la province de Lleida en Catalogne (Espagne).